# Československá basketbalová liga 1949-1950
La Československá basketbalová liga 1949-1950 è stata la 21ª edizione del massimo campionato cecoslovacco di pallacanestro maschile. La vittoria finale è stata ad appannaggio del Sokol Brno I.

## Risultati

### Stagione regolare
|     | Squadra                | G  | V  | N  | P | PF  | PS  | Pt. | Qualificazione |
| --- | ---------------------- | -- | -- | -- | - | --- | --- | --- | -------------- |
| 1.  | Sokol Brno I           | 18 | 16 | 2  | 0 | 874 | 581 | 32  |                |
| 2.  | Sokol Bratrství Sparta | 18 | 16 | 2  | 0 | 693 | 488 | 32  |                |
| 3.  | Sokol Žižkov           | 18 | 13 | 5  | 0 | 572 | 525 | 26  |                |
| 4.  | Sokol Bratislava       | 18 | 11 | 7  | 0 | 677 | 586 | 22  |                |
| 5.  | VŠ Bratislava          | 18 | 9  | 9  | 0 | 588 | 573 | 18  |                |
| 6.  | Sokol Kolín            | 18 | 9  | 9  | 0 | 670 | 663 | 18  |                |
| 7.  | Sokol Pražský          | 18 | 7  | 10 | 1 | 619 | 617 | 15  |                |
| 8.  | ZNB Bratislava         | 18 | 4  | 13 | 1 | 574 | 707 | 9   |                |
| 9.  | Spartak Hradec Králové | 18 | 4  | 14 | 0 | 561 | 728 | 8   | retrocesse     |
| 10. | Sokol Žabovřesky       | 18 | 0  | 18 | 0 | 476 | 836 | 0   | retrocesse     |

| Československá basketbalová liga 1949-1950 |
| ------------------------------------------ |
| Sokol Brno I 5º titolo                     |

## Formazione vincitrice
| N° | Naz.                      | Ruolo | Sportivo       |  | Alt. |  |
| -- | ------------------------- | ----- | -------------- |  | ---- |  |
|    | Cecoslovacchia (bandiera) |       | Ivan Mrázek    |  | 171  |  |
|    | Cecoslovacchia (bandiera) |       | Jan Kozák      |  |      |  |
|    | Cecoslovacchia (bandiera) |       | Luboš Kolář    |  |      |  |
|    | Cecoslovacchia (bandiera) |       | Radoslav Sís   |  |      |  |
|    | Cecoslovacchia (bandiera) |       | Miloš Nebuchla |  |      |  |
|    | Cecoslovacchia (bandiera) |       | Helan          |  |      |  |
|    | Cecoslovacchia (bandiera) | All.  | L. Polcar      |  |      |  |

## Fonti
- Ing. Pavel Šimák: Historie československého basketbalu v číslech (1932-1985), Basketbalový svaz ÚV ČSTV, květen 1985, 174 stran
- Ing. Pavel Šimák: Historie československého basketbalu v číslech, II. část (1985-1992), Česká a slovenská basketbalová federace, březen 1993, 130 stran
- Juraj Gacík: Kronika československého a slovenského basketbalu (1919-1993), (1993-2000), vydáno 2000, 1. vyd, slovensky, BADEM, Žilina, 943 stran
- Jakub Bažant, Jiří Závozda: Nebáli se své odvahy, Československý basketbal v příbězích a faktech, 1. díl (1897-1993), 2014, Olympia, 464 stran